# Lijst van burgemeesters van Portengen
Dit is een lijst van burgemeesters van de voormalige Nederlandse gemeente Portengen. In 1857 hield Portengen op te bestaan en ging grotendeels op in Breukelen-Nijenrode.
| Ambtsperiode | Naam burgemeester                          | Partij of stroming | Bijzonderheden |
| ------------ | ------------------------------------------ | ------------------ | --- |
| 1818         | Pieter Augustus Voigt                      |                    | provisioneel schout, tevens schout/burgemeester van Tienhoven (1817-1839?) en Breukelen[-Nijenrode] (1811-1839)                         |
| 1818 - 1827  | Daniël Rother                              |                    | tot 1825 schout |
| 1827 - 1850  | Jan van den Andel                          |                    | tevens schout/burgemeester van Breukelen-Sint Pieters (1819-1850) en Tienhoven (1839?-1850), later van Ruwiel (1850-1852)               |
| 1850 - 1855  | Joan Vlug                                  |                    | tevens burgemeester van Breukelen-Nijenrode (1839-1855), Breukelen-Sint Pieters (1850-1855), Ruwiel (1852-1855) en Tienhoven(1850-1855) |
| 1855 - 1857  | Jhr. mr. Jacobus Philip Albert Leonard Ram |                    | tevens burgemeester van Breukelen-Nijenrode, Breukelen-Sint Pieters, Ruwiel en Tienhoven (alle vier 1855-1862)                          |